# Оріхівщина
Оріхі́вщина — село в Україні, у Лубенському районі Полтавської області. Населення за переписом 2001 року становить 20 осіб. До 2020 орган місцевого самоврядування — Хорольська міська рада.

## Географія
Село Оріхівщина знаходиться на відстані 1 км від села Новачиха. По селу протікає пересихаючий струмок з загатою.

## Історія
12 червня 2020 року, відповідно до розпорядження Кабінету Міністрів України № 721-р «Про визначення адміністративних центрів та затвердження територій територіальних громад Полтавської області», село увійшло до складу Хорольської міської громади..
19 липня 2020 року, в результаті адміністративно - територіальної реформи та ліквідації Хорольського району, село увійшло до складу новоутвореного Лубенського району.

## Відомі люди
- Оріхівщина — батьківщина відомого політичного діяча В. М. Леонтовича (1866—1933)[4].
- У селі (на той час хуторі) Оріхівщина народився батько відомого радянського режисера Леоніда Гайдая (комедійні фільми «Кавказька полонянка», «Операція И» та ін.) Іов Сидорович Гайдай (1886—1965). Швидше за все він належав до відомого роду Гайдаїв, корені якого перепліталися зі славним козацьким родом Горленків, дворянськими родами Домонтовичів і Пультроків.